# Xanthorhoe altarhaetica
Xanthorhoe altarhaetica är en fjärilsart som beskrevs av Wolfsberger 1953. Xanthorhoe altarhaetica ingår i släktet Xanthorhoe och familjen mätare. Inga underarter finns listade i Catalogue of Life.